# سفارة النرويج في أوكرانيا
سفارة النرويج في أوكرانيا هي أرفع تمثيل دبلوماسي لدولة النرويج لدى أوكرانيا. تقع السفارة في كييف وهي تهدف لتعزيز المصالح النرويجية في أوكرانيا.

## وصلات خارجية
- الموقع الرسمي
- قائمة سفارات النرويج
- قائمة السفارات في أوكرانيا